# 绿劫螳属
绿劫螳属（学名：Chloroharpax）为花螳科的一个属。

## 下属物种
本属包括以下物种：
- 朴素绿劫螳 Chloroharpax modesta (Gerstaecker, 1883)